# Natuurpark Xunqueira de Alba

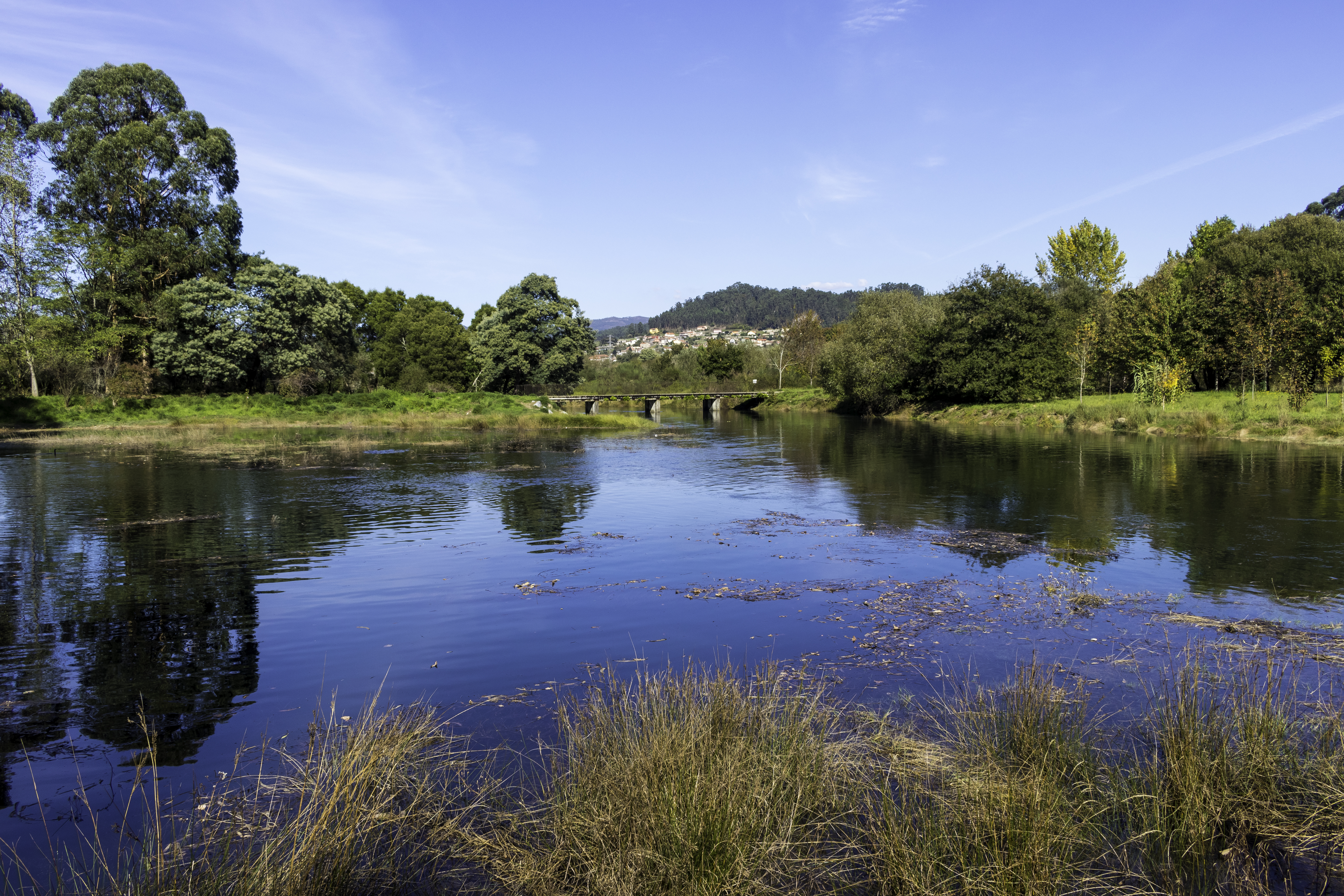

Het Natuurpark Xunqueira de Alba (Galicisch: Parque natural da Xunqueira de Alba/ Spaans: Parque natural de las Marismas de Alba) is een natuurpark in Pontevedra in Galicië (Spanje). Het natuurpark werd opgericht in 2000 en is 80 hectare groot. Het natuurpark omvat een moeras langs de Rons-rivier.